# Bässbolstjärnen
Bässbolstjärnen är en sjö i Arvika kommun och Kils kommun i Värmland och ingår i Göta älvs huvudavrinningsområde. Sjön har en area på 0,343 kvadratkilometer och ligger 73,2 meter över havet. Sjön avvattnas av vattendraget Vitsandsälven (Vadälven).

## Delavrinningsområde
Bässbolstjärnen ingår i det delavrinningsområde (661204-134399) som SMHI kallar för Mynnar i Säveln. Medelhöjden är 115 meter över havet och ytan är 5,34 kvadratkilometer. Räknas de 4 avrinningsområdena uppströms in blir den ackumulerade arean 112,01 kvadratkilometer. Vitsandsälven (Vadälven) som avvattnar avrinningsområdet har biflödesordning 4, vilket innebär att vattnet flödar genom totalt 4 vattendrag innan det når havet efter 310 kilometer. Avrinningsområdet består mestadels av skog (82 procent). Avrinningsområdet har 0,46 kvadratkilometer vattenytor vilket ger det en sjöprocent på 8,7 procent.